# 平明镇
平明镇，是中华人民共和国江苏省连云港市东海县下辖的一个乡镇级行政单位。

## 行政区划
平明镇下辖以下地区：
虎山村、秦范村、王巷村、安营村、埠上村、平明村、马汪村、瓦基村、渔林村、关墩村、兴庄村、大陈墩村、南场头村、大顾村、牛湾村、小街村、上房村、汤庄村、条河村和王烈村。